# Holcomycteronus profundissimus
Il pesce di Grimaldi (Holcomycteronus profundissimus (Roule, 1913)),  è un pesce osseo marino appartenente alla famiglia Ophidiidae.
Si tratta di una specie abissale presente fino a 6000 metri di profondità. Ha una lunghezza in media di 22 cm. Il corpo è allungato e schiacciato lateralmente.